# Robert Maćkowiak
Robert Maćkowiak, född den 13 maj 1970, är en polsk före detta friidrottare som tävlade i kortdistanslöpning.
Maćkowiaks främsta meriter i karriären har kommit i stafett. Tillsammans med Tomasz Czubak, Jacek Bocian och Piotr Haczek vann han guld vid VM 1999 på 4 x 400 meter. Ursprungligen blev laget tvåa men då USA:s Antonio Pettigrew blev avstängd för dopning blev laget guldmedaljörer retroaktivt. Han har även vunnit VM-guld inomhus i stafett, EM-guld inomhus samt silver vid EM utomhus. 
Individuellt blev han silvermedaljör på 400 meter vid EM i Budapest 1998 och vid Olympiska sommarspelen 2000 slutade han fyra på 400 meter.

## Personliga rekord
- 200 meter - 20,61
- 400 meter - 44,84